# Alexis Petridis
Alexis Petridis (nacido el 13 de septiembre de 1971) es un periodista británico, crítico principal de rock y pop del periódico británico The Guardian, así como colaborador habitual de la revista GQ. Además de su periodismo musical para el periódico, ha escrito una columna semanal en la sección de moda de la sección Weekend de The Guardian, además de contribuir a su columna "Lost in Showbiz".
Petridis nació en Sunderland en el norte de Inglaterra, pero creció en Silsden, cerca de Keighley en Yorkshire. Más tarde, la familia se mudó a Buckinghamshire. Después de estudiar en la Escuela de Gramática del Dr. Challoner en Amersham, comenzó su carrera como escritor en la Universidad de Cambridge colaborando con el periódico estudiantil Varsity. Fue el editor final de la ahora desaparecida revista musical Select. También fue el escritor fantasma de la autobiografía de Elton John de 2019 Me.
Petridis ha ganado la categoría de "Escritor de críticas de discos del año" en los premios Record of the Day ocho veces, todos los años desde 2005 hasta 2012, además de ganar "Artista y largometrajes musicales: Escritor del año" en 2006 y "Mejor Music Writer" (según la votación de los estudiantes) en 2012.. En 2017, Leeds College of Music le otorgó una beca.